# 冷陰極管インバータ

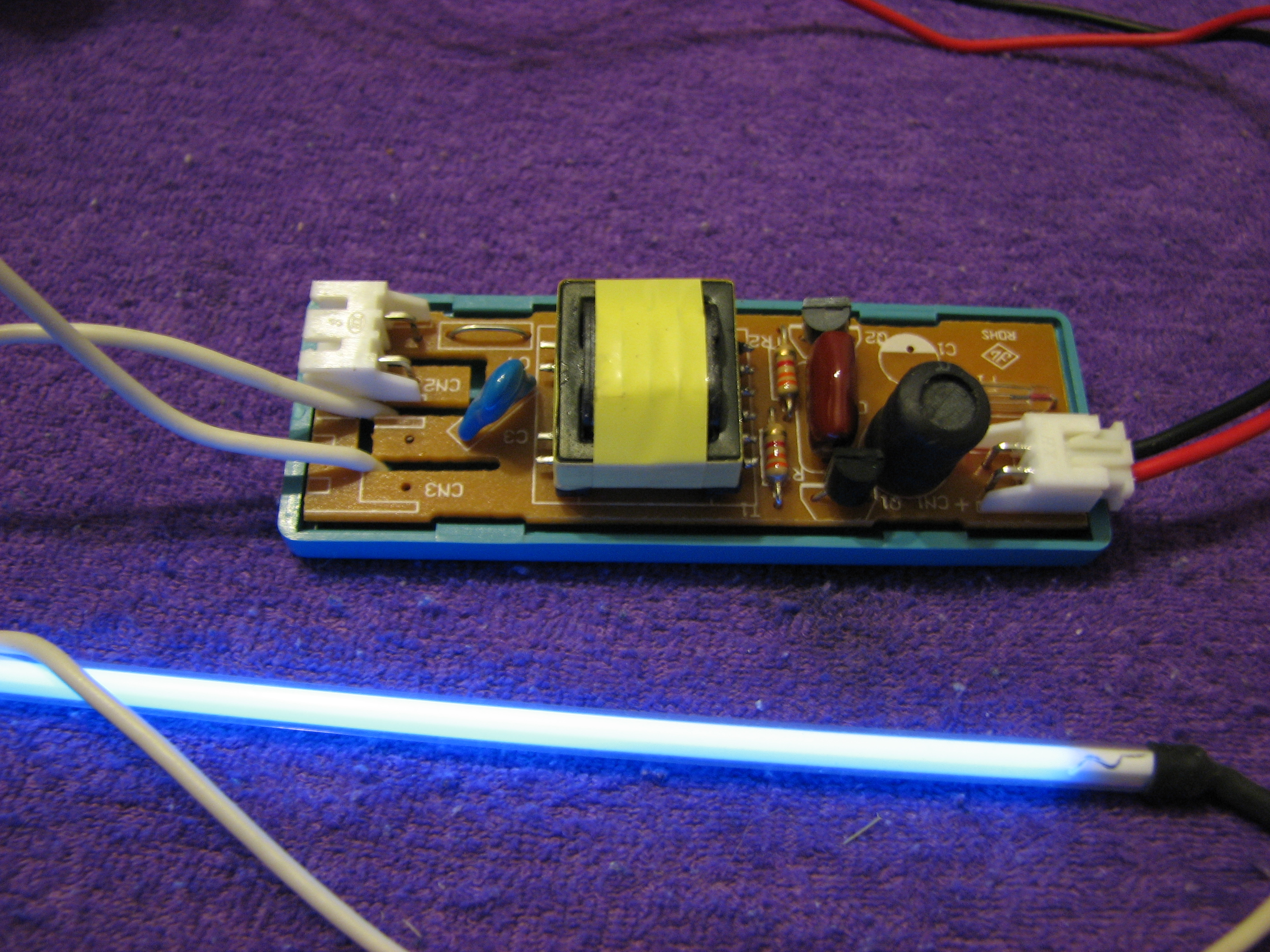
古典的なCCFLインバータ

冷陰極管インバータ（れいいんきょくかんインバータ）、CCFLインバータ（英: CCFL inverter）とは、冷陰極管 (CCFL) を点灯するために数百ないしkVオーダーの高電圧の交流電流を供給する電気インバータである。CCFLは、バッテリなどの直流電源によって駆動される電気機器の安価な照明ユニットとして使用されることが多い。CCFLインバータ回路はその使用される電力と比較して小型であり、80%以上の変換効率を持ち、なおかつ調整可能な光出力 (調光) が可能である。これらは、白色LED普及前の液晶ディスプレイのバックライトや広告看板の照明等に広く使用されていた。

## 歴史

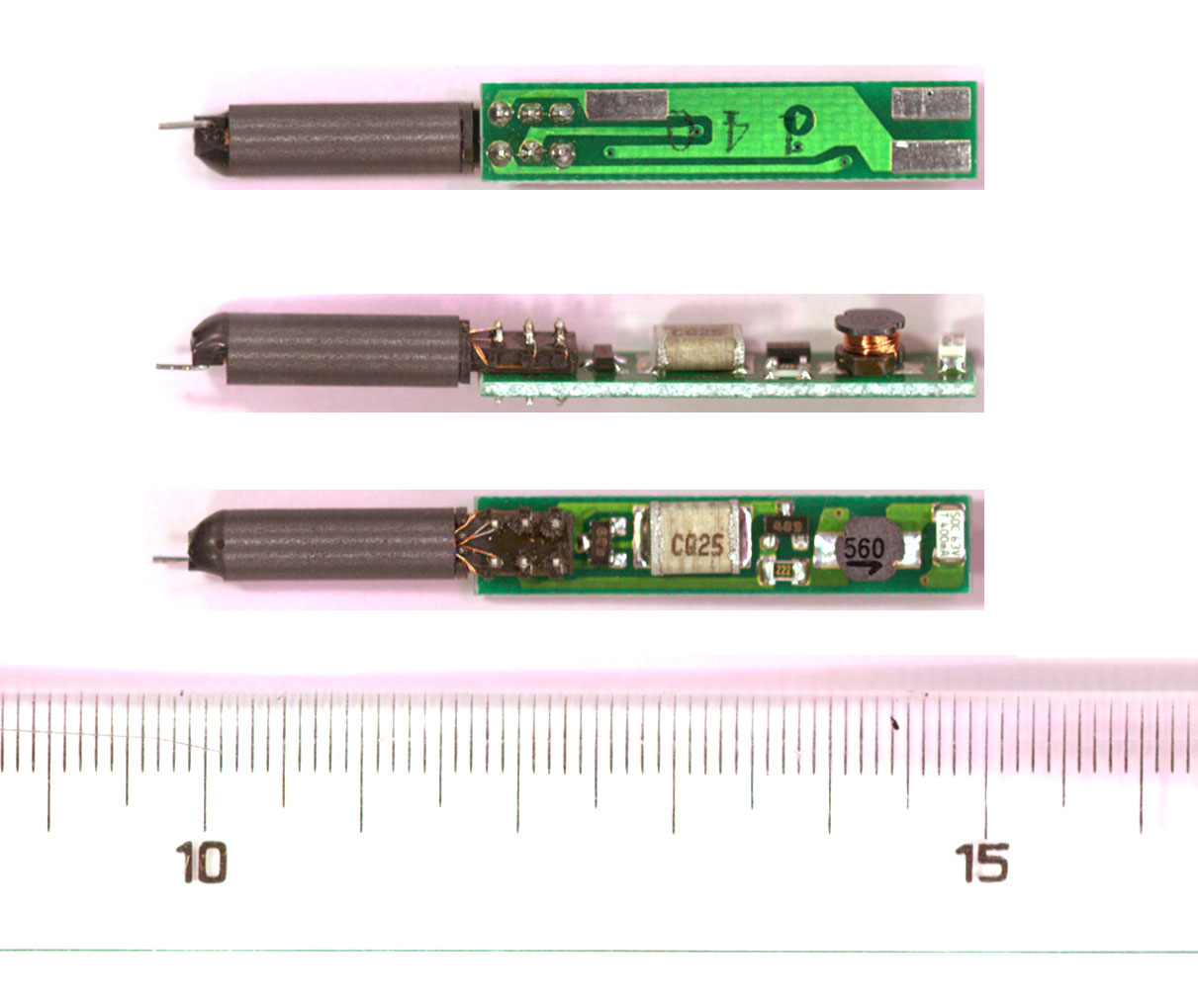
共振変圧器および超小型のCCFLインバータ

ごく初期では、CCFLインバータ回路は共振変圧器を用いておらず、そのために非常に大型の高周波トランスを用いなければならず、効率が悪く発熱も多く、また液晶のフルスクリーンデザインにも影響を与える厄介な問題を抱えていた。しかしその後、二次巻線上に発生するλ/4 (1/4波長) の自己共振を利用した共振変圧器が開発され、これを使用したインバータ回路の登場により大幅な小型化が実現された。これは、共振変圧器の歴史としてみると、テスラコイルの発明以後に、歴史上初めて工業的に応用されて大量生産された共振変圧器の歴史であるということができる。このようなところからテスラコイルとCCFLインバータ回路とは技術的にも非常に似通ったものであり、共振変圧器を使ったCCFLインバータ回路をマイクロテスラコイルと呼ぶこともある。

### 初期のCCFLインバータ回路

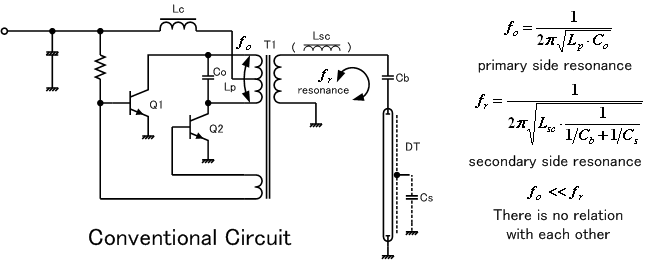
二次側回路の共振を利用しないコレクター共振型回路

初期のCCFLインバータ回路は一次側にも共振回路を有する電圧共振自励発振回路であった。電圧共振型の自励発振回路は帰還ループ内に共振電圧の発生回路を持つ。図のトランジスタベース側の回路部分を見ると確認できる。中でも普及したのがBaxandall converter回路である。DC-DCコンバータ用に開発された回路をCCFLインバータ回路に応用したものである。回路図そのものはロイヤー回路に似ているが、動作原理は全く異なるので注意が必要である。一般にこの回路はウェスティングハウス・エレクトリックのGeorge H. Royerが発明したと言われることが多いが、正確には1958年にP.J.Baxandallが発明したものである。
初期のCCFLインバータ回路は二次側回路の共振 (磁界調相結合) を利用していなかった。CCFLの持つ負性抵抗特性のためにバラスト (電流安定器) としての直列コンデンサを必要とし、そのために冷陰極管に流れる電流波形が歪み、冷陰極管からは多くの中波ラジオ帯におけるノイズが発生し、冷陰極管は非常にノイズの多いものという印象が一般的であった。

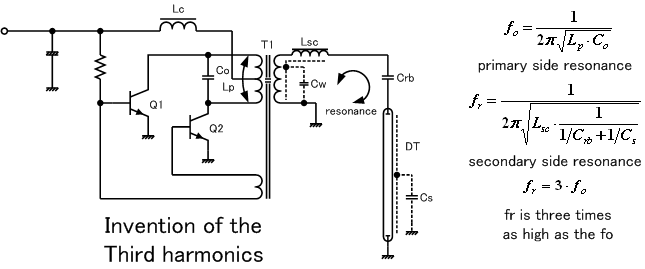
3倍共振型回路

次に登場したのが、二次側回路の共振周波数を一次側の発振周波数の3倍に設定した、いわゆる3倍共振型回路である。この回路の登場によって中波ラジオ帯におけるノイズはかなり減少し、電子機器としてとしてVCCI適合認証試験にも合格できるものとなった。この回路は簡易なインバータ回路として今でも製造が続けられているが故障が多く、故障のほとんどはトランス巻線の高圧破壊であり、効率もそれほど良くない。

### ノートパソコン用のCCFLインバータ回路

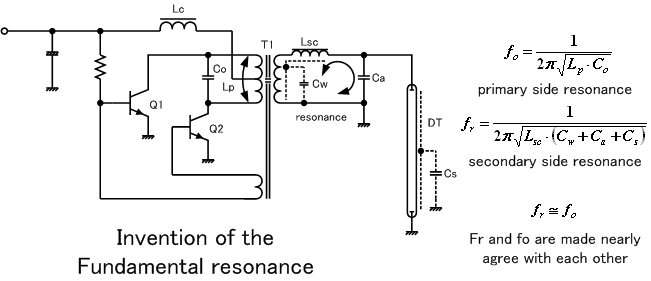
基本波共振回路

さらに1996年頃に二次側回路の共振周波数を一次側の発振周波数の1倍付近に設定した、いわゆる基本波共振型回路が広く普及することによって初めて磁界調相結合を利用するものとなり大幅な小型化と高効率化が実現された。二次側の高圧コンデンサ (バラスト) を用いないためにトランスの高電圧破壊が減り、冷陰極管に流れる電流もほぼ正弦波に近くなり、以後CCFLインバータ回路がVCCI規制に関して話題に上ることはほとんどなくなった。しかしこの回路は電圧共振型自励発振であるために一次側共振回路の並列共振と二次側共振回路の直列共振との干渉が起きて設計が難しく、決して理想的な駆動回路とは言えなかった。

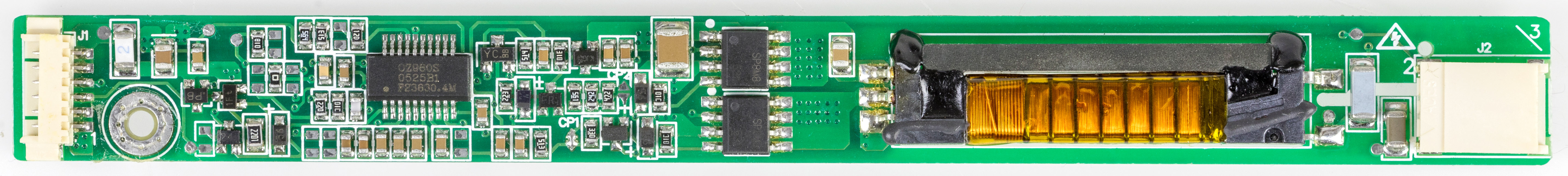
ノートパソコン用のインバータ回路例

2000年頃にはエレクトロニクスの発達により一次側の電圧共振型自励発振回路に頼らず専用制御ICによる二次側の共振を利用する高度な制御を実現した他励共振型回路と初期のゼロカレントスイッチング (ZCS) 電流共振型回路が登場した。これによって全世界のノートパソコンや液晶モニタの液晶バックライトは全て例外なくこの方式を採用することになった。

### 電流共振型のCCFLインバータ回路

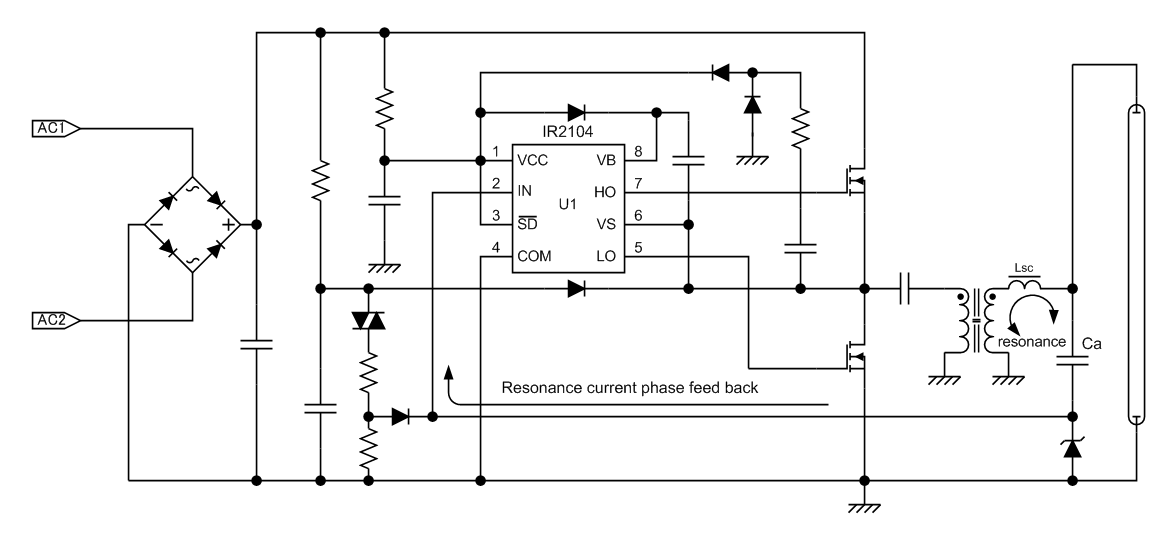
制御ICを用いた電流共振型回路

2005年には二次側の共振電流位相を検出して制御するゼロボルトスイッチング (ZVS) 電流共振型回路が開発され、冷陰極管インバータ回路の技術は効率面やロバスト性、安定度などにおいて最終的な完成を得た。
しかしながら2007年頃からは白色LEDの発展によってCCFL市場の縮小とともにCCFLインバータ回路の需要も縮小に向かい、2010年ごろにはその座を全て白色LEDに譲り渡すことになった。現在はCCFLは一般照明用途としてわずかに生産が続いているが、電流共振型回路のCCFLインバータ回路もそれに伴ってわずかに生産されているのみである。
同技術はCCFLインバータ回路としての市場を失ったが、二次側の共振電流位相を検出して制御する電流共振型イバータ回路のコンセプトはそのままワイヤレス給電の制御回路として生かされることになった。
また、この電流共振型イバータ回路がテスラコイルの駆動に利用されることによって、アマチュアコミュニティにおけるテスラコイル開発においても大きなヒントを与えることになり、テスラコイル (SSTC) の効率と放電性能の大幅な向上につながることになった。